# Macrocephalus barberi
Macrocephalus barberi är en insektsart som beskrevs av Evans 1931. Macrocephalus barberi ingår i släktet Macrocephalus och familjen rovskinnbaggar. Inga underarter finns listade i Catalogue of Life.